# Rivettatura
La rivettatura è una tecnica di giunzione usata comunemente nelle lavorazioni meccaniche per giuntare fra loro lamiere e/o lamine plastiche di modesto spessore e parzialmente sovrapposte che prevede l'utilizzo di rivetti. È in realtà una tecnica estremamente flessibile per i tipi di impiego, ad esempio viene usata anche per la giunzione delle sacche delle cornamuse o come ausilio alla forgiatura, precedente alla bronzatura, per la creazione di campanacci .

## Sistemi
Ci sono vari sistemi di rivettatura, tra cui la rivettatura a rivetti filettati e a rivetti filettati prigionieri, che prevede vari cicli di avvitamento e svitamento; la rivettatura fatta con rivetti a strappo, definitiva, e la rivettatura autoperforante, fatta in maniera automatizzata.
I rivetti in materiali plastico utilizzati in carrozzeria o altri impieghi si chiamano anche clip.

## Tecniche

### Rivettatura di parti perforate
La rivettatura può essere fatta a freddo o a caldo, e classicamente veniva fatta perforando le lamine da unire e inserendo nei fori sovrapposti e allineati i rivetti o i ribattini.

### Rivettatura di parti non perforate
Tecnica più recente prevede la giunzione di lamine senza perforazione: vengono usati ribattini auto-foranti o la punzonatura e rivettatura integrata ad altri sistemi.

### Rivettatura a ultrasuoni
La rivettatura per mezzo di ultrasuoni, ad esempio, è una tecnica utilizzata con successo per unire tra loro materiali termiplastici con lamine di altri materiali.